# Sangaste (gemeente)
Sangaste (Estisch: Sangaste vald) is een voormalige gemeente in de Estlandse provincie Valgamaa. De gemeente telde 1266 inwoners op 1 januari 2017 en had een oppervlakte van 144,7 km². De hoofdplaats was Sangaste.
In oktober 2017 is Sangaste bij de gemeente Otepää gevoegd.

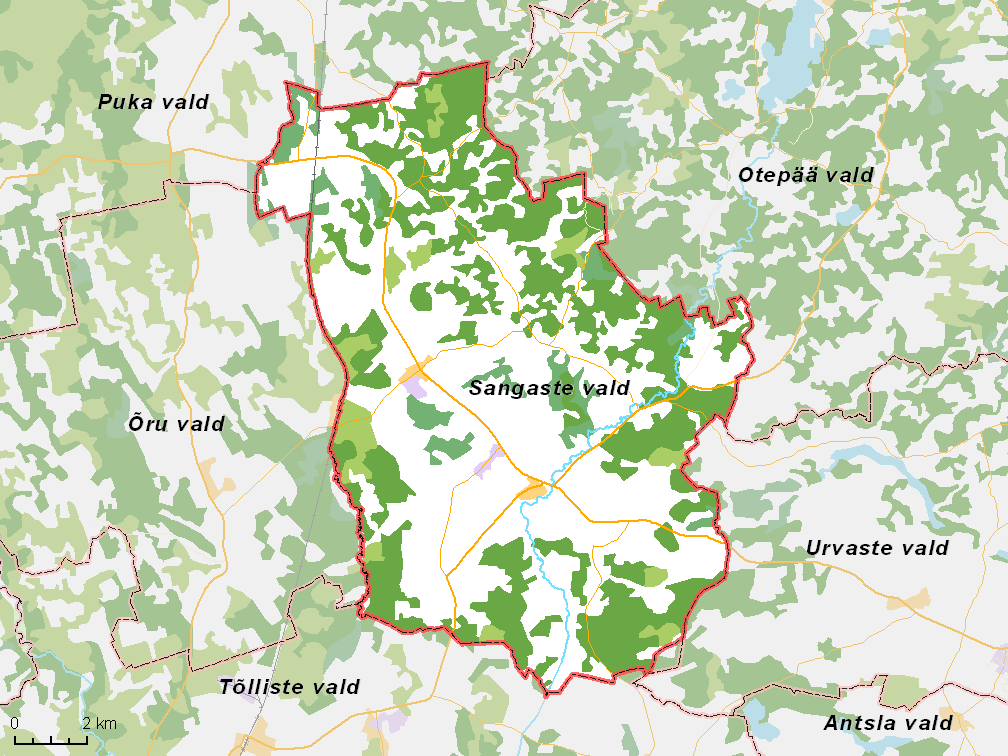
De gemeente met omliggende gemeenten, situatie begin 2017